# Schmiedackerbach
Der Schmiedackerbach ist ein ganzjähriges Fließgewässer 3. Ordnung im Gemeindeteil Untermässing der Stadt Greding im mittelfränkischen Landkreis Roth, Bayern.

## Geschichte
Das bayerische Urkataster zeigt den Schmiedackerbach in den 1810er Jahren unter dem Namen Heinerichs Graben. Seine Wasserkraft trieb wohl ehemals in Untermässing eine Mühle an, an die heute nur noch der Straßenname Mühlgraben erinnert.
Der Oberlauf war mit einer Mauer auf bis zu zwei Meter angestaut. Im Jahr 2007 wurde die Barriere entfernt und der Bachlauf dort renaturiert.:10

## Verlauf
Das Quellgebiet des Baches befindet sich im Landschaftsschutzgebiet Heinrichsgraben. Er entspringt auf der Westlichen Sulzplatte und fließt in den Schwarzach-Thalach-Taltrichter. Er hat eine Länge von knapp zwei Kilometern und fließt in stetigem Westlauf, bevor er in Untermässing von links in die Schwarzach mündet. Den Ortskern von Untermässing unterquert der Bach heute verdolt, wobei er unterirdisch von rechts noch einen namenlosen weiteren Bach aufnimmt.

## Gewässergüte
Der gesamte Bachlauf gilt als Gewässergüteklasse II-III, kritisch belastet, mit organischen, sauerstoffzehrenden Stoffen. Fischsterben infolge von Sauerstoffmangel sind ebenso möglich wie ein Rückgang der Artenzahl bei Makrophyten sowie eine Neigung zur Massenentwicklungen von einzelnen Pflanzen- und Tierarten.